# Bataille de la Montagne du Loup Blanc
Pour les articles homonymes, voir Loup blanc.
guerres de la fin de la dynastie Han
La bataille de la Montagne du Loup Blanc, (chinois simplifié : 白狼山之战 ; chinois traditionnel : 白狼山之戰 ; pinyin : Bólángshān Zhī Zhàn / Báilángshān Zhī Zhàn), a lieu en 207, durant la fin de la dynastie Han. Elle a lieu dans le nord de la Chine, aux frontières de l'empire des Han, et oppose le seigneur de guerre Cao Cao aux tribus nomades du peuple Wuhuan, qui se sont alliés à Yuan Shang et Yuan Xi, deux des rivaux de Cao. La victoire de Cao Cao détruit tous les espoirs des Wuhuan, qui espéraient chasser les Chinois de la région et en faire leur propre royaume. Durant les décennies suivantes, les Wuhuan s’affaibliront petit à petit, jusqu'à être assimilés par les populations chinoises locales ou les tribus Xianbei, un autre peuple nomade de la région.

## Situation avant la bataille
Durant la décennie 190, lors de sa campagne contre son rival Gongsun Zan, Yuan Shao, un seigneur de guerre du Nord de la Chine, s'est allié avec les Wuhuan, un peuple de tribus nomades en conflit avec Zan. Après la défaite et la mort de Gongsun Zan lors de la bataille de Yijing , Yuan Shao donne aux chefs de ces tribus des sceaux et des insignes qui font d'eux des chanyu et renforce l’alliance en mariant les filles de ses subordonnés aux dirigeants Wuhuan, en faisant croire à ses derniers qu'il s'agit de ses propres filles. Tadun, le plus puissant de tous les chefs Wuhuan, a droit à un traitement de faveur de la part de Yuan Shao.
Les Wuhuan continuent de soutenir le clan Yuan après la défaite de Yuan Shao contre Cao Cao lors de la bataille de Guandu et même la mort de Shao peu après cette défaite ne met pas fin à l'alliance. Très vite, Yuan Tan, le fils ainé de Shao et Yuan Shang, son fils cadet, se battent entre eux dans une querelle de succession. Cao Cao en profite pour agrandir son territoire aux dépens des deux frères en attisant leurs querelles. Yuan Tan est tué lors d'une bataille contre Cao Cao et Yuan Shang doit fuir pour rejoindre son deuxième frère, Yuan Xi, dans la province de You. Là, les frères Yuan doivent faire face à une mutinerie qui éclate dans les rangs de leurs soldats et les oblige à s'enfuir plus loin vers le Nord, pour chercher la protection des Wuhuan. À cette date, les différentes tribus du peuple Wuhuan sont unies sous la férule de Tadun, dont la nouvelle puissance fait naître des rumeurs comme quoi il cherche à imiter le Modu Chanyu des Xiongnu et Tanshihuai (檀石槐) des Xianbei, en rassemblant sous ses ordres les tribus nomades du Nord pour créer un empire. Avec l’arrivée des frères Yuan, accompagné d’un nombre considérable de soldats, Tadun se retrouve à la tête d’une armée mixte de Wuhuan et de Chinois, que les chroniques de l'époque estiment être forte de 300 000 hommes.
Sous prétexte d'aider Yuan Shang à reconquérir ses territoires, les Wuhuan font plusieurs incursions au-delà de la frontière chinoise. Selon les chroniques de l'époque, plus de 100 000 familles chinoises auraient été enlevées lors de ces raids . Face à un tel danger dans le Nord, Cao Cao envisage de lancer une expédition militaire pour éliminer la menace Wuhuan.

## Planification et préparation de l'expédition
Pour préparer une campagne aussi loin au nord du territoire chinois, Cao Cao charge Dong Zhao de creuser deux canaux, le canal de Pinglu (平虜渠) et le canal de Quanzhou (泉州渠) entre l’automne 206 et le printemps de 207. Cao compte utiliser ces voies navigables pour assurer le transport des vivres et fournitures de son armée dans le nord. Alors que ces travaux sont en cours, quelques généraux tentent de dissuader Cao Cao de partir en campagne dans le nord, car ils craignent une attaque venant du Sud :

« Yuan Shang est un ennemi qui erre. Les barbares sont égoïstes et ont aucun sentiment d’affection pour lui, alors pourquoi est-ce qu'ils le soutiennent ? Si on avance à l’intérieur de leur territoire, Liu Bei ira certainement persuader Liu Biao de razzier Xu. Si cela se produit, vous n'aurez aucun moyen de l’empêcher. »

Toutefois, Guo Jia, le stratège de Cao Cao, exhorte ce dernier à attaquer rapidement les Wuhuan et lui expose l’analyse suivante :
̈*Les barbares du Nord ne sont pas sur leurs gardes, car la distance à laquelle ils sont du cœur de la Chine leur donne un faux sentiment de sécurité. Donc si Cao Cao profite de leur erreur de calcul et les attaque rapidement, ils peuvent être vaincus et détruits.
- Si Cao Cao lance une campagne militaire vers le sud avant d'avoir totalement sécurisé le nord, les frères Yuan et les Wuhuan vont passer à l'attaque et les provinces nouvellement conquises au nord seront perdues.
- Liu Biao, le gouverneur de la Province de Jing, ne se laissera jamais convaincre par Liu Bei de lancer une attaque sur la ville de Xu, Liu Biao étant une personne qui ne sait rien faire d'autre que s’asseoir et parler. Il y a aussi le fait que Liu Biao ne fait pas confiance à Liu Bei, car ce dernier est plus compétent que lui. S’il donne à Liu Bei un poste important il risque de devenir plus puissant que lui, mais s'il lui donne une position subalterne, Liu Bei sera réticent à le servir.

Cao Cao partage le point de vue de Guo Jia et durant l’été de l'année 207, Cao prend personnellement la tête de son armée et marche sur Yijing (易京), où il établit son camp de base pour sa campagne contre les Wuhuan. À partir de là, il avance vers Wuzhong (無終), où Tian Chou(田疇), le dirigeant local, lui fait sa soumission.

## L'approche oblique
Le cœur du territoire des Wuhuan est situé à Liucheng (柳城), et le trajet le plus évident pour une attaque depuis Wuzhong est de passer à travers les plaines, le long du littoral de la mer de Bohai. Toutefois, durant le septième mois lunaire, la saison de la mousson commence et les fortes pluies inondent ces plaines et transforment les routes en bourbiers, rendant le terrain impraticable. De plus, comme les Wuhuan s'attendent à une attaque venant de cette direction, ils gardent chaque point de passage de chaque rivière, afin d'être sûr que l'armée de Cao Cao ne pourra pas passer.
Face à une telle situation, Cao Cao se tourne vers Tian Chou, qui connaît la région et a déjà eu des démêlés avec les Wuhuan auparavant, pour obtenir des conseils. Tian Chou signale à Cao Cao l'existence d’une route désaffectée qui mène aux terres abandonnées de l'ancienne frontière Han. À partir de là, l’armée peut marcher à travers des territoires qui ne sont pas défendus et attaquer les Wuhuan où ils s'attendent le moins. Selon Tian Chou, en procédant ainsi on peut "prendre la tête de Tadun sans livrer une seule bataille." Cao Cao, soulagé par une telle nouvelle, accepte le plan et ramène son armée en arrière, vraisemblablement à Wuzhong. Là, il donne l'ordre à ses hommes de disposer sur les routes et à proximité des voies d'eau des panneaux sur lesquels est écrit « Nous sommes au milieu de l’été et les routes sont impraticables. Nous vous attendons pour l’automne ou l’hiver pour reprendre notre marche ». Les éclaireurs ennemis voient ces panneaux et apparemment croient que Cao Cao se retire vraiment. Comme l’avait prédit Tian Chou les Wuhuan sont alors convaincus que toute armée qui ne peut pas progresser à travers les plaines est obligée de faire demi-tour, ce qui est une grave erreur de calcul.
C'est lors de cette campagne que Guo Jia dit à Cao Cao que "La rapidité est la clé de la guerre(兵貴神速)", un conseil qui est devenu un Chengyu. Il suggère donc à son seigneur de laisser les bagages sur place et d'avancer à marche forcée avec des troupes légères pour prendre l’ennemi par surprise, car en transportant trop de bagages son armée sera ralentie, ce qui multiplie d'autant les risques que l’ennemi soit alerté de la présence des troupes de Cao Cao dans la région. Cao Cao se range à l'avis de Jia et, avec Tian Chou ouvrant la voie, il prend la tête d'une force composée de troupes légères pour s’engager dans une des plus remarquables aventures militaires de sa carrière. Avec cette armée, Cao Caot escalade les collines de Xuwu (徐無), sort des frontières chinoises en passant par le col de Lulong (盧龍塞) dans la haute vallée de la rivière Luan et avance sur plus de 500 li dans des terrains difficiles. Une fois arrivée à Pinggang (平岡), la force expéditionnaire part vers l'est et traverse les pâturages des Xianbei, avant d'entrer dans les chaînes de montagnes qui servent de frontière à la dynastie des Han orientaux. Grâce à ce grand détour, les hommes de Cao Cao ont contourné les positions défensives de Tadun et peuvent avancer sur une route menant à la mer qui divise le territoire ennemi en deux.

## La bataille
Pendant l’automne, durant le huitième mois lunaire, alors que l’armée de Cao Cao atteint la rivière de la vallée de Daling (大凌河), Tadun et ses alliés réalisent ce qui se passe et se retirent à la hâte des positions qu'ils occupent pour aller vers le Nord affronter Cao Cao. Après avoir rassemblé des dizaines de milliers d’hommes, Tadun, ainsi que Shang Yuan, Yuan Xi et les chanyu Wuhuan Louban et Wuyan (烏延), rencontrent l’armée de Cao Cao à la montagne du Loup Blanc (白狼山).
La rencontre est une surprise pour les deux camps. En infériorité numérique et sans provisions, les hommes légèrement armés de Cao Cao prennent peur. De leur côté, les Wuhuan, sont manifestement mal préparés pour la bataille, car leurs troupes ne sont pas disposées de manière cohérente sur le champ de bataille et ils ne harcèlent pas Cao Cao, ce qui pourrait leur permettre de prendre l’initiative. Imperturbable, Cao Cao monte une pente pour observer l’ennemi, et voyant que les Wuhuan sont désordonnés il lance immédiatement ses soldats à l'attaque pour exploiter cette faiblesse. Avec le général Zhang Liao pour mener l’offensive, les troupes légères de Cao défont rapidement la cavalerie Wuhuan et la brigade de Cao Chun capture Tadun. Très rapidement, Tadun et plusieurs de ses généraux sont tués et le combat s’achève. Plus de 200 000 colons chinois et membres des tribus Wuhuan se rendent à Cao Cao.

## Conséquences
Cette bataille est décisive, car en un seul engagement, Cao Cao a totalement détruit la puissance des Wuhuan. Avec quelques milliers de cavaliers, les frères Yuan et les rares chefs Wuhuan à avoir survécu aux combats, comme Supuyan (蘇僕延), Louban, Wuyan et quelques autres, fuient vers le sud-est du Liaodong (遼東). Ils espèrent pouvoir se réfugier auprès du seigneur de guerre Gongsun Kang, qui gouverne ces terres et connaît une certaine indépendance vis-à-vis de la Cour impériale des Han en raison de la distance existant entre le Liaodong et la capitale, mais aussi à cause du chaos qui règne en Chine. Lors du neuvième mois lunaire, Cao Cao continue d'avancer jusqu'à Liucheng où il s’arrête sans donner l'impression de vouloir attaquer le Liaodong malgré les demandes pressantes de ses subordonnés. À ces suppliques, il répond "Je ferai le nécessaire pour que Gongsun Kang coupe les têtes de Yuan Shang et Yuan Xi et me les envoie. Pas besoin de s’embêter avec des soldats". Plus tard, il explique qu’attaquer le Liaodong aurait pu pousser Yuan Shang et Gongsun Kang à se liguer contre lui, mais que si on les laisse entre eux, ils vont finir par se quereller.
Quelques jours après l’arrivée de Yuan Shang et Yuan Xi dans Liaodong, Gongsun Kang est disposé à les voir. Yuan Shang commence à comploter pour tuer Gongsun Kang et prendre son territoire au profit des Yuan, mais Kang frappe en premier et tue les frères avant d'envoyer leurs têtes à Cao Cao. Les chefs Wuhuan qui ont suivi les Yuans sont également tous été décapités.
Après cela, Cao Cao retourne dans les plaines du Nord de la Chine après un retrait particulièrement difficile de Liucheng, où la froideur du début de l’hiver, le manque de nourriture et la sécheresse causent la mort de nombreux soldats de Cao Cao. Guo Jia, dont les conseils ont grandement contribué aux victoires de Cao Cao et l’ancien chef de guerre Zhang Xiu sont parmi ceux qui ont péri au cours de cette campagne. À son retour, Cao Cao récompense et complimente les conseillers qui lui avaient déconseillé de partir en campagne contre les Wuhuan, avant de reconnaître que l’entreprise avait été dangereuse et risquée et qu'il avait eu bien de la chance de s'en sortir à si bon compte. En effet, Liu Bei avait tenté de convaincre Liu Biao d'attaquer tandis que Cao Cao était loin dans le Nord. Toutefois, comme l’avait prédit Guo Jia, Liu Biao n’a pas saisi l’occasion et a ensuite regretté cette décision.
Durant le onzième mois de la même année, au bord de la rivière Yi (易水), les dirigeants Wuhuan Nanlou (難樓) et Pufulu (普富盧), qui n’avaient pas rejoint les rangs de l'armée de Tadun, viennent voir Cao Cao et lui rendent hommage en le félicitant, faisant ainsi formellement leur soumission au vainqueur de leur peuple. Les Wuhuan qui se sont rendus sont déplacés en masse dans la Chine historique et leurs cavaliers sont rapidement reconnus comme étant la meilleure force de cavalerie de l’empire. Jusqu'à la mort de Cao Cao, les Wuhuan ne représentent pas un danger sérieux pour son domaine , malgré des révoltes mineures qui éclatent en 216 et 218.
Avec la mort de Tadun et des frères Yuan, la domination de Cao Cao sur le Nord de la Chine était désormais incontestée. Ce succès dans le Nord apporte à Cao Cao un prestige énorme, qui lui permet de récréer à son profit le titre de Chancelier impérial en 208. Et comme les frontières du Nord sont pacifiées, Cao Cao peut concentrer son attention sur Liu Biao et lancer une campagne militaire contre le sud la même année.
En revanche, cette bataille disperse les tribus Wuhuan, dont les survivants se réfugient en Mandchourie, au Goguryeo et sur les frontières occidentales du Liaodong. Avec le temps, ces vestiges des tribus Wuhuan sont finalement absorbés par des peuples puis puissants en termes militaires et démographiques. Certains ont été assimilées par les Chinois, mais la plupart ont rejoint les Xianbei. Le déclin qui commence avec la bataille de la montagne du Loup Blanc détruit l’identité Wuhuan ainsi que leur capacité a rester politiquement indépendants et très vite, les Wuhuan cessent d’être considérés comme un peuple indépendant des frontières du Nord de la Chine.